# Condado de Marion (Oregon)
O Condado de Marion (em inglês:  Marion County) é um dos 36 condados do estado americano do Oregon. A sede e maior cidade do condado é Salem. Foi fundado em 5 de julho de 1843.
O condado possui uma área de 1 194 milha quadradas (3 100 km2), dos quais 1,182,33 milha quadradas (3,1 km2) estão cobertos por terra, e uma população de 345 920 habitantes (segundo o Censo dos Estados Unidos de 2020). É o quinto condado mais populoso do Oregon.